# Temps simple
Un temps simple est un tiroir verbal composé morphologiquement d'un seul élément. C'est donc une forme synthétique de la conjugaison.
Il s'oppose aux formes analytiques que sont les temps composés et les temps périphrastiques, dont la formation recourt à des verbes auxiliaires et semi-auxiliaires, respectivement.

## En français
Les temps simples de la conjugaison française sont :
- le présent de l'indicatif
- l'imparfait de l'indicatif
- le passé simple de l'indicatif
- le futur simple de l'indicatif
- le présent du subjonctif
- l'imparfait du subjonctif
- le présent de l'impératif
- le présent du conditionnel